# Eparchia di Budapest e Ungheria

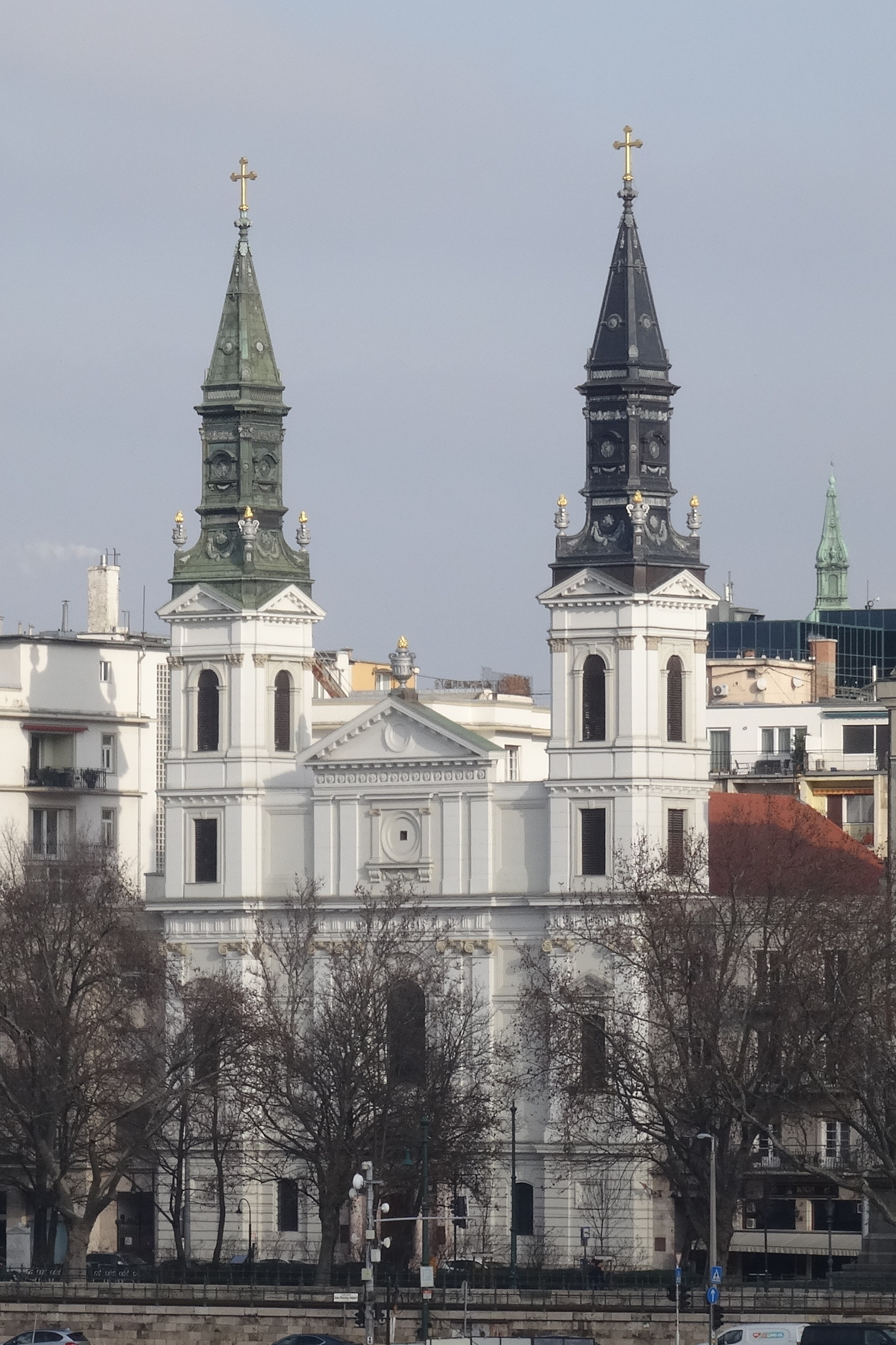
La cattedrale dell'Assunzione di Budapest.

L'eparchia di Budapest e Ungheria (in russo Будапештско-Венгерская епархия?) è una diocesi della Chiesa ortodossa russa in Ungheria.

## Territorio
L'eparchia ha giurisdizione su tutti i fedeli ortodossi, dipendenti dal patriarcato di Mosca, nel territorio dell'Ungheria.
Sede eparchiale è la capitale Budapest, dove si trova la cattedrale dell'Assunzione.

## Storia
La presenza russa in Ungheria si rafforzò dopo la rivoluzione del 1917, quando molti profughi raggiunsero Budapest. Nacquero in questo periodo le prime parrocchie russe, che dopo il 1945 furono direttamente sottomesse all'autorità del patriarca di Mosca. L'11 novembre 1949 il Santo Sinodo della Chiesa ortodossa russa istituì il decanato delle parrocchie ungheresi russe, sotto l'autorità del Dipartimento per gli Affari esteri del patriarcato di Mosca. Il 21 marzo 1996 il decanato passò sotto la giurisdizione dell'eparca di Berlino e Germania; il 29 dicembre 1999 venne affidato agli eparchi di Vienna e Austria.
Il 19 aprile 2000 il decanato ungherese fu elevato al rango di eparchia. Nello stesso periodo sorse un contenzioso legale tra la Chiesa ortodossa russa e il Patriarcato ecumenico di Costantinopoli circa la proprietà di alcune chiese ortodosse ungheresi.